# Emilio Morpurgo
Emilio Morpurgo, född 1835 i Padua, död där 15 februari 1885, var en italiensk statistiker.
Morpurgo var professor i statistik vid universitetet i födelsestaden. Hans studier över demografiska och moralstatistiska ämnen gav honom ett högt ansett namn. Hans undersökning över Venetiens lantbefolkning i monografin Le condizioni dei contadini nel Veneto (i Atti del' Inchiesta agraria, fyra band, 1882-83) är mönstergill. Hans huvudarbete är La statistica e le scienze sociali (1876, tysk utgåva 1877).